# DB-Baureihe E 344
Die elektrische Lokomotive E 344 01, ab 1968 183 001 der Deutschen Bundesbahn, war eine Zweifrequenzlokomotive, die für den grenzüberschreitenden Verkehr nach Frankreich und Luxemburg für zwei verschiedene Fahrleitungsspannungen und -frequenzen ausgerüstet war.

## Geschichte
Die frühen Jahrzehnte der Bundesbahn waren von der forcierten Elektrifizierung des Streckennetzes geprägt, die Anfang der 1960er auch das Saarland erreichte. Schon damals begann sich auch der grenzüberschreitende Schienenverkehr zu formen, der aber durch die unterschiedlichen Fahrdrahtspannungen in Frankreich und den Benelux-Staaten zeit- und arbeitsintensive Lokwechsel in den Grenzbahnhöfen erforderte. Aus diesem Grund vergab die Bundesbahn 1957 Aufträge an AEG, BBC und Siemens/SSW, den elektrischen Teil für eine Lokomotive zu entwickeln, die ihren Fahrstrom aus dem deutschen und dem nordfranzösischen bzw. luxemburgischen Bahnstromsystemen beziehen konnte.
1960 wurden die Lokomotiven E 320 01, 11 und 21 von den drei großen Elektrotechnikunternehmen mit Ausrüstung für das französische Wechselstromsystem geliefert und vorwiegend auf der Strecke Saarbrücken–Forbach eingesetzt. 1968 erhielten sie bei der Umstellung auf EDV-gerechte Triebfahrzeugnummern die Reihenbezeichnung 182.
Im Jahr 1962 wurde von AEG die E 344 01 (später 183 001) als weitere Versuchslok fertiggestellt. Sie unterschied sich wesentlich von den Fahrzeugen der Baureihe E 320. Der Lokkasten wurde auf Basis der E 41 im AW München-Freimann gebaut, die Drehgestelle und der Brückenrahmen stammten von der ehemaligen Höllentalbahn-Lokomotive E 244 21 und die Fahrmotoren von der E 244 22. Die an den Drehgestellen befindlichen Pufferbohlen blieben erhalten, was der Maschine ein unverwechselbares Äußeres verlieh. Bereits nach sieben Jahren wurde die Lok wieder ausgemustert.